# Residencia del Mendoub
La residencia de Mendoub o Dar al-Mandub (en árabe: قصر مندوب), anteriormente conocido como el Museo Forbes, es un edificio histórico situado en la calle Mohammed Tazi, en el barrio Marshan de Tánger, Marruecos, que ha desempleñado varios roles a lo largo de su historia. Su finca abarca un área de 10 acres (40 468,6 m²).

## Historia

### Residencia delMendoub
El gobierno de la Zona Internacional de Tánger fue confiado a un administrador designado por las potencias coloniales y representante personal del Sultán de Marruecos, conocido a partir de 1923 como el Mendoub. La oficina principal del Mendoub se encontraba en el antiguo consulado alemán, o Mendoubia. El Palacio de Mendoub fue construido como residencia en 1929 por el Mendoub Mohammed Tazi.

### Museo Forbes
La propiedad fue adquirida en 1970 por Malcolm Forbes, el editor estadounidense de la revista Forbes, quien la convirtió en un museo.
El museo tenía una colección de un total de 115.000 modelos de soldaditos de juguete. Estas figuras recrearon las principales batallas de la historia, desde Waterloo hasta Ðiện Biên Phủ, de forma realista con efectos de iluminación y sonido. Ejércitos enteros hacían guardia en las vitrinas, mientras en el jardín, 600 estatuillas rinden homenaje silencioso a la Batalla de los Tres Reyes Magos. La colección contenía piezas de los fabricantes de figurillas Britains, CBG Mignot, George Heyde, Elastolin and Lineol, Barclay and Manoil. Entre las muchas batallas recreadas, la colección también contenía eventos históricos como el Funeral de Estado de John F. Kennedy. La colección de soldaditos de juguete fue creada y conservada por Peter y Ann Johnson.
Después del cierre del museo en la década de 1990, 60.000 piezas de la colección de soldaditos de juguete fueron subastadas en diciembre de 1997 por la casa de subastas Christie's en Nueva York y South Kensington. Las subastas oscilaban entre 150 y 12.000 dólares por juego. Las ventas totales de la subasta ascendieron a 700.000 dólares. Las Galerías Forbes de la ciudad de Nueva York exhibieron partes de la colección de soldaditos de juguete.

### Compra por el gobierno de Marruecos
Tras la muerte de Forbes en 1990, la propiedad fue puesta a la venta por sus hijos y comprada por el gobierno de Marruecos, que la utiliza como dependencia del Palacio Marshan, situado al otro lado de la calle, y como residencia para invitados oficiales. Por ejemplo, el presidente francés, François Hollande, se alojó allí cuando visitó Tánger en septiembre de 2015. Ya no se encuentra abierto al público.

## En la cultura popular
El Museo Forbes fue elegido para albergar la guarida de Brad Whitaker en la película de James Bond The Living Daylights de 1987, protagonizada por Timothy Dalton.